# Westindisches Gendarmerie-Korps
Das Westindische Gendarmerie-Korps (Dänisch: Vestindiske Gendarmerikorps) war eine dänische Kolonialpolizei in Form einer Gendarmerie, die von 1907 bis 1917 in Dänisch-Westindien existierte.

## Geschichte

### Aufstellung, Organisation
Im ersten Jahrzehnt des 20. Jahrhunderts beschloss die dänische Regierung, das Westindische Militär aufzulösen und durch eine Gendarmerie zu ersetzen. Grundlage wurde ein im April 1906 beschlossenes Gesetz. Aufgabe des Korps war die Aufrechterhaltung der öffentlichen Ordnung und Sicherheit in Dänisch-Westindien. Im täglichen Dienst wurde mit der lokalen Polizei auf der Grundlage von Verordnungen des Gouverneurs kooperiert. 
Die Personalstärke betrug anfangs 124 Mann. Kommandant war der Gouverneur der Jungferninseln, im täglichen Dienst jedoch der Hauptmann des Korps. Das Korps bestand aus drei 1. Leutnants, vier Ober-Sergeanten, fünf Sergeanten, einem Waffenschmied sowie 110 Gendarmen. 
Der Großteil des Korps war auf St. Croix stationiert und dort auf den Standorten Christiansted, Frederiksted und Kings Hill disloziert. Eine kleine Abteilung von rund 35 Gendarmen und einem Oberleutnant war auf der Hauptinsel St. Thomas stationiert. Das Korps besaß anfänglich 33 Pferde. Die Übernahme des Dienstes erfolgte am 1. April 1907. 
Offiziell wurde das Korps am 31. März 1917 aufgelöst und sein Dienst von US-amerikanischen Truppen übernommen. 

### Uniform
Die Uniform bestand aus einem hellblauen Käppi des Modells M1889, einem Tropenhelm aus Kork mit weißem Bezug, einer hellblauen Feldjacke mit zwei Brusttaschen sowie einer Hose in derselben Farbe. Das Material bestand aus Wolle. Die hellblaue Uniform wurde nachts oder an kühlen Tagen und auf Paraden getragen. Im täglichen Dienst wurde eine weiße Uniform aus Leinen (ravenduck) oder Drillich getragen. Die Galauniform bestand aus blauer Jacke, weißer Hose und dem Helm. Offiziere durften zur Gala die Uniform ihrer Heimateinheiten tragen.

### Bewaffnung
Die Bewaffnung bestand bei der Gründung aus dem Remington-Gewehr 1867/1897 mit einem Säbelbajonett.  Die Kavallerie trug einen Karabiner, einen Säbel und einen Revolver. Das Korps besaß drei 37-mm-Hotchkiss-Kanonen von denen je eine in Charlotte Amalie, Christiansted und Frederiksted stationiert war. Die Remington-Gewehre wurden um 1915 durch Krag-Jørgensen-Gewehre ersetzt.

## Das Ordnungskorps
Zur Unterstützung der Gendarmerie wurde am 22. Juli 1907 das sogenannte Ordnungskorps (Dänisch: ordenskorps) aufgestellt. Es setzte sich aus weißen und farbigen Einheimischen zusammen und löste die bis dahin bestehende Miliz ab. Im Gegensatz zu den Gendarmen trugen die Korpsangehörigen eine khakifarbene Leinenuniform. Wie die Gendarmerie wurde das Korps 1917 aufgelöst. Eine künstlerische Darstellung eines farbigen Angehörigen des Korps ist bei Kannik, "Uniformen der Welt", reproduziert.